# Gold River (Californie)
Gold River est une census-designated place du comté de Sacramento, dans l'État de Californie, aux États-Unis,. En 2020, elle compte une population de 7 844 habitants.